# Балка Ремехова
Балка Ремехова — балка (річка) в Україні у Доманівському районі Миколаївської області. Ліва притока річки Бакшали (басейн Чорного моря).

## Опис
Довжина балки приблизно 8,07 км, найкоротша відстань між витоком і гирлом — 7,23  км, коефіцієнт звивистості річки — 1,12. Формується декількома балками та загатами. На деяких ділянках балка пересихає.

## Розташування
Бере початок на північно-східній стороні від села Зелений Гай. Тече переважно на південний схід через село Богданівське і впадає в річку Бакшалу, праву притоку річки Південного Бугу.

## Цікаві факти
- На балці існують природні джерела та газова свердловина[1].